# Primera División de Yibuti
La Primera División de Yibuti es la máxima categoría del fútbol de Yibuti, perteneciente a la Confederación Africana de Fútbol, fue creada en 1987 y es organizada por la Federación Yibutiana de Fútbol.
El equipo campeón obtiene la clasificación a la Liga de Campeones de la CAF.

## Equipos 2022-23

Yibuti.

| Club                           | Ciudad        |
| ------------------------------ | ------------- |
| ACS Hayableh                   | Djibouti City |
| AS Ali Sabieh Djibouti Télécom | Ali Sabieh    |
| AS Arta/Solar7                 | Arta          |
| AS Port                        | Djibouti City |
| FC Dikhil                      | Dikhil        |
| Force Nationale de Police      | Djibouti City |
| CF Garde Républicaine          | Djibouti City |
| AS Gendarmerie Nationale       | Djibouti City |
| Q5/Nourie Transit              | Djibouti City |
| SDC Group                      | Balbala       |

## Palmarés
| Temporada | Campeón                            | Subcampeón                         |
| --------- | ---------------------------------- | ---------------------------------- |
| 1987      | AS Etablissements Merill           |                                    |
| 1988      | AS Compagnie Djibouti-Ethiopie     |                                    |
| 1989      | No disputado                       | No disputado                       |
| 1990      | No disputado                       | No disputado                       |
| 1991      | Aéroport FC                        |                                    |
| 1992      | No disputado                       | No disputado                       |
| 1993      | No disputado                       | No disputado                       |
| 1994      | Force Nationale Securité           |                                    |
| 1995      | Force Nationale Securité           |                                    |
| 1996      | Force Nationale Securité           |                                    |
| 1996–97   | Forces Armées Djiboutiennes        |                                    |
| 1997–98   | AS Compagnie Djibouti-Ethiopie     |                                    |
| 1998–99   | Force Nationale de Police          |                                    |
| 1999–00   | AS Boreh                           |                                    |
| 2000–01   | Force Nationale de Police          | AS Compagnie Djibouti-Ethiopie     |
| 2000–02   | AS Boreh                           | AS Ali Sabieh Djibouti Télécom     |
| 2000–03   | AS Gendarmerie Nationale           | AS Ali Sabieh Djibouti Télécom     |
| 2000–04   | AS Gendarmerie Nationale           | Total FC                           |
| 2000–05   | AS Compagnie Djibouti-Ethiopie     | Poste de Djibouti                  |
| 2000–06   | FC Société Immobiliére de Djibouti | AS Ali Sabieh Djibouti Télécom     |
| 2000–07   | AS Compagnie Djibouti-Ethiopie     | FC Société Immobiliére de Djibouti |
| 2000–08   | FC Société Immobiliére de Djibouti | Kartileh FC                        |
| 2008–09   | AS Ali Sabieh Djibouti Télécom     | Guelleh Batal / Garde Républicaine |
| 2009–10   | AS Port                            | AS Ali Sabieh Djibouti Télécom     |
| 2010–11   | AS Port                            | Guelleh Batal / Garde Républicaine |
| 2011–12   | AS Port                            | AS Compagnie Djibouti-Ethiopie     |
| 2012–13   | AS Ali Sabieh Djibouti Télécom     | FC Dikhil                          |
| 2013–14   | AS Ali Sabieh Djibouti Télécom     | Guelleh Batal / Garde Républicaine |
| 2014–15   | AS Ali Sabieh Djibouti Télécom     | AS Port                            |
| 2015–16   | AS Ali Sabieh Djibouti Télécom     | AS Port                            |
| 2016–17   | AS Ali Sabieh Djibouti Télécom     | AS Port                            |
| 2017–18   | AS Ali Sabieh Djibouti Télécom     | Guelleh Batal / Garde Républicaine |
| 2018–19   | AS Port                            | Bahache/Université de Djibouti     |
| 2019–20   | CF Garde Républicaine              | AS Port                            |
| 2020–21   | AS Arta/Solar7                     | Police Nationale                   |
| 2021–22   | AS Arta/Solar7                     | AS Port                            |
| 2022–23   | CF Garde Républicaine              | AS Ali Sabieh Djibouti Télécom     |
| 2023–24   | AS Arta/Solar7                     | AS Ali Sabieh Djibouti Télécom     |
| 2024–25   | AS Ali Sabieh Djibouti Télécom     | Garde-Côtes FC                     |

## Títulos por club
| Club                                    | Ciudad     | Campeón | Años campeón                                   |
| --------------------------------------- | ---------- | ------- | ---------------------------------------------- |
| AS Ali Sabieh Djibouti Télécom          | Ali Sabieh | 8       | 2009, 2013, 2014, 2015, 2016, 2017, 2018, 2025 |
| Force Nationale de Police (FN Securité) | Yibouti    | 5       | 1994, 1995, 1996, 1999, 2001                   |
| AS Compagnie Djibouti-Ethiopie          | Yibouti    | 4       | 1988, 1998, 2005, 2007                         |
| AS Port                                 | Yibouti    | 4       | 2010, 2011, 2012, 2019                         |
| AS Arta/Solar7                          | Yibouti    | 3       | 2021, 2022, 2024                               |
| AS Boreh                                | Yibouti    | 2       | 2000, 2002                                     |
| AS Gendarmerie Nationale                | Yibouti    | 2       | 2003, 2004                                     |
| FC Société Immobiliére de Djibouti      | Kartileh   | 2       | 2006, 2008                                     |
| CF Garde Républicaine (Guelleh Batal)   | Yibouti    | 2       | 2020, 2023                                     |
| AS Etablissements Merill                | Yibouti    | 1       | 1987                                           |
| Aéroport FC                             | Yibouti    | 1       | 1991                                           |
| Forces Armées Djiboutiennes             | Yibouti    | 1       | 1997                                           |

## Clasificación histórica
- Clasificación histórica la Primera División de Yibuti desde la temporada 2011-12 bajo el nombre de la División 1 hasta la finalizada temporada 2022-23
- En color azul los equipos que disputan el Primera División 2022-23.
- En color verde los equipos que disputan el Segunda División 2022-23.
- En color amarillo los equipos que disputan el Tercera División 2022-23.

| N.º | Club                              | Temp. | P.D. | P.G. | P.E. | P.P. | G.F. | G.C. | Dif. | Puntos |
| --- | --------------------------------- | ----- | ---- | ---- | ---- | ---- | ---- | ---- | ---- | ------ |
| 1   | AS Ali Sabieh Djibouti Télécom    | 11    | 198  | 136  | 33   | 29   | 510  | 170  | +340 | 441    |
| 2   | AS Port                           | 11    | 198  | 135  | 35   | 38   | 459  | 200  | +259 | 410    |
| 3   | CF Garde Républicaine             | 11    | 198  | 114  | 39   | 45   | 480  | 214  | +266 | 379    |
| 4   | AS Arta/Solar7                    | 11    | 198  | 88   | 40   | 70   | 362  | 276  | +86  | 304    |
| 5   | AS Gendarmerie Nationale          | 11    | 198  | 80   | 42   | 76   | 306  | 246  | +60  | 282    |
| 6   | FC Dikhil                         | 11    | 198  | 73   | 55   | 70   | 292  | 243  | +49  | 274    |
| 7   | AS Espérance Sportive de Djibouti | 6     | 108  | 45   | 24   | 39   | 190  | 144  | +46  | 159    |
| 8   | AS Tadjourah                      | 6     | 108  | 38   | 21   | 49   | 162  | 212  | -50  | 135    |
| 9   | ACS Hayableh/CNSS                 | 4     | 72   | 19   | 18   | 35   | 98   | 128  | -30  | 75     |
| 10  | AS Police Nationale               | 2     | 36   | 18   | 7    | 11   | 62   | 42   | +20  | 61     |
| 11  | SDC Group/Hôpital Balbala         | 3     | 54   | 14   | 6    | 34   | 68   | 100  | -32  | 48     |
| 12  | AS Barwaqo                        | 4     | 72   | 13   | 7    | 52   | 64   | 188  | -124 | 46     |
| 13  | Arhiba FC                         | 5     | 90   | 10   | 13   | 67   | 89   | 319  | -220 | 43     |
| 14  | SID Kartileh                      | 2     | 36   | 10   | 6    | 20   | 43   | 70   | -27  | 36     |
| 15  | EAD/PK 12                         | 3     | 54   | 9    | 8    | 37   | 47   | 130  | -83  | 35     |
| 16  | AS Kartileh                       | 2     | 36   | 6    | 2    | 28   | 30   | 109  | -79  | 20     |
| 17  | AS Jeunes Jago                    | 2     | 36   | 5    | 4    | 27   | 35   | 129  | -94  | 19     |
| 18  | SDVK 1 FC                         | 1     | 18   | 2    | 0    | 16   | 15   | 44   | -29  | 6      |
| 19  | APEJAS FC                         | 1     | 18   | 1    | 3    | 14   | 14   | 84   | -70  | 6      |
| 20  | Q5/Nourie Transit FC              | 1     | 18   | 1    | 2    | 15   | 16   | 85   | -69  | 5      |
| 21  | Institut/ETP FC                   | 1     | 18   | 1    | 1    | 16   | 12   | 88   | -76  | 4      |
| 22  | Cité Stade                        | 1     | 18   | 0    | 0    | 18   | 10   | 151  | -141 | 0      |